# Partido Progressista (Portugal)
O Partido Progressista ou Partido da Granja, como também era chamado por ter nascido da fusão do Partido Histórico e o Partido Reformista pelo Pacto da Granja, 7 de Setembro de 1876, foi um dos partidos históricos portugueses do rotativismo da Monarquia Constitucional de finais do século XIX. Alternava no poder com o Partido Regenerador.
O Partido Progressista e o Partido Regenerador dividiram os portugueses criando guerras psicológicas e sociológicas.
Um bom exemplo disto existe, ainda hoje, no Seixal, entre duas Sociedades Filarmónicas, em que uma apoiava o partido Regenerador (a Timbre Seixalense) e, havendo pessoas que não apoiavam este partido, criaram a Sociedade Filarmónica União Seixalense (em 1871), apoiando assim o Partido Progressista. Actualmente ambas existem, graças às desavenças e diferenças partidárias existentes.
Partido Progressista distinguia-se claramente do seu oponente directo. Este, numa aspiração do liberalismo que remontava a 1834 e depois mais claramente ao Setembrismo de 1836, queria mudar o sistema político e os poderes do Estado de forma radical, que fosse de alguma forma parecida com aquela que Passos Manuel tinha nessa altura. Entre muitos outros aspectos, pretendia protagonizar uma reforma da Carta Constitucional de acordo com as propostas da oposição exigidas desde 1871, ou seja, reclamava o fim do carácter hereditário da Câmara dos Pares e a fixação do número dos seus elementos. Para além disso, desejava a aprovação de uma reforma eleitoral no sentido da ampliação do sufrágio alterando as fronteiras dos círculos uninominais em vigor, admitindo a representação das minorias. Esta agenda era em tudo contrária à matriz dita mais conservadora dos regeneradores, para quem a Constituição deveria ser objecto do mínimo possível de alterações.
O partido extinguiu-se com a Implantação da República.

## Programa
De entre as principais propostas do partido encontravam-se:
- Monarquia constitucional[4]
- Reforma da Carta Constitucional[4]
- Responsabilidade criminal dos ministros[4]
- Amplificação do sufrágio[4]
- Reorganização do Conselho de Estado[4]
- Descentralização radical[4]
- Ensino obrigatório[4]
- Descentralização do ensino secundário[4]
- Equilíbrio orçamental[4]
- Independência da justiça[4]
- Reforma da administração das províncias ultramarinas[4]

## Resultados eleitorais

### Eleições legislativas
| Data   | Cl.     | Votos   | %            | +/-     | Deputados | +/-     | Status   |
| ------ | ------- | ------- | ------------ | ------- | --------- | ------- | -------- |
| 1878   | 2.º     | N/D     | 16,1 / 100,0 |         | 22 / 137  |         | Oposição |
| 1879   | 1.º     | N/D     | 77,4 / 100,0 | 61,3    | 106 / 137 | 84      | Governo  |
| 1881   | 3.º     | N/D     | 4,4 / 100,0  | 73,0    | 6 / 137   | 100     | Oposição |
| 1884   | 2.º     | N/D     | 20,5 / 100,0 | 16,1    | 31 / 151  | 25      | Oposição |
| 1887   | 1.º     | N/D     | 74,3 / 100,0 | 53,8    | 113 / 152 | 82      | Governo  |
| 1889   | 1.º     | N/D     | 68,4 / 100,0 | 5,9     | 104 / 152 | 9       | Governo  |
| 1890   | 2.º     | N/D     | 21,7 / 100,0 | 46,7    | 33 / 152  | 71      | Oposição |
| 1892   | 2.º     | N/D     | 29,6 / 100,0 | 7,9     | 45 / 152  | 12      | Oposição |
| 1894   | 2.º     | N/D     | 21,7 / 100,0 | 7,9     | 33 / 152  | 12      | Oposição |
| 1895   | Boicote | Boicote | Boicote      | Boicote | Boicote   | Boicote | Boicote  |
| 1897   | 1.º     | N/D     | 77,2 / 100,0 |         | 88 / 114  |         | Governo  |
| 1899   | 1.º     | N/D     | 65,9 / 100,0 | 11,3    | 91 / 138  | 3       | Governo  |
| 1900   | 2.º     | N/D     | 20,3 / 100,0 | 45,6    | 28 / 138  | 63      | Oposição |
| 1901   | 2.º     | N/D     | 27,7 / 100,0 | 7,4     | 41 / 148  | 13      | Oposição |
| 1904   | 2.º     | N/D     | 29,0 / 100,0 | 1,3     | 43 / 148  | 2       | Oposição |
| 1905   | 1.º     | N/D     | 73,7 / 100,0 | 44,7    | 109 / 148 | 66      | Governo  |
| 4/1906 | 2.º     | N/D     | 12,8 / 100,0 | 60,9    | 19 / 148  | 90      | Oposição |
| 8/1906 | 3.º     | N/D     | 30,4 / 100,0 | 17,6    | 45 / 148  | 26      | Oposição |
| 1908   | 2.º     | N/D     | 39,2 / 100,0 | 8,8     | 58 / 148  | 13      | Governo  |
| 1910   | 2.º     | N/D     | 33,0 / 100,0 | 6,2     | 23 / 155  | 35      | Oposição |

## Progressistas
- Anselmo José Braamcamp
- José Luciano de Castro
- Henrique de Barros Gomes
- António Enes
- Augusto Saraiva de Carvalho
- Emídio Navarro
- Adriano Machado
- Mariano de Carvalho
- João Crisóstomo